# 南阳天妃庙
南阳天妃庙位于河南省南阳市朝山街，是内陆地区罕见的妈祖庙，2006年被列为第四批河南省文物保护单位。
天妃庙建于清康熙三十六年（1697年），于嘉庆四年（1799年）和光绪十年（1884年）两次重修。现存建筑七座，其中戏楼及东两配房各三间，东厢房四间，天后宫及卷棚各三间，奶奶庙三间。